# Greklands försvarsmakt
Greklands försvarsmakt (grekiska: Eλληνικές Ένοπλες Δυνάμεις, Ellinikés Énoples Dynámis, ”hellenska väpnade styrkorna”)  är Greklands väpnade styrkor. Det består av grekiska armén, grekiska flygvapnet, grekiska marinen och grekiska kustbevakningen.
Den civila myndighet som överser de grekiska väpnade styrkorna är försvarsministeriet (Υπουργείο Εθνικής Άμυνας – ΥΠΕΘΑ, Ypourgeío Ethnikís Ámynas – YPEÞA).